# Alessandro Riario
Alessandro Riario (Bologna, 3 dicembre 1543 – Roma, 18 luglio 1585) è stato un cardinale e patriarca cattolico italiano.

## Biografia
Nacque il 3 dicembre 1543 a Bologna dal patriarca conte palatino Giulio Riario e Isabella Pepoli.
Era un membro della Curia Romana. Riario è stato creato cardinale da papa Gregorio XIII, di cui era parente per matrimonio dei suoi, il 21 febbraio 1578. Del suo casato sono i cardinali Pietro Riario, Raffaele Riario, Tommaso Riario Sforza e Sisto Riario Sforza.
Morì a Roma il 18 luglio 1585, all'età di quarantuno anni.

## Genealogia episcopale
La genealogia episcopale è:
- Cardinale Clemente d'Olera, O.F.M.
- Cardinale Benedetto Lomellini
- Cardinale Alessandro Riario